# Lanzarote (novelle)
Lanzarote, volledige titel: Midden in de wereld: Lanzarote (oorspronkelijke Franse titel: Au milieu du monde: Lanzarote), is een novelle van Michel Houellebecq uit 2000, die een jaar later in het Nederlands verscheen. De novelle heeft als onderwerp het toerisme, de vrije liefde en het sektarisme, waarbij de auteur blijk geeft van een pessimistische visie op de hedendaagse westerse samenleving, in het bijzonder met betrekking tot de relaties tussen mannen en vrouwen. De oorspronkelijke uitgave van het boek, zowel de Franstalige als de Nederlandstalige, bevatten naast de novelle een apart fotokatern met landschapsfoto's van het eiland Lanzarote door Houellebecq.

## Inhoud

### Titel
De titel van de novelle verwijst naar Lanzarote, het meest oostelijke bewoonde eiland van de Canarische Eilanden, waar de handeling zich grotendeels afspeelt. Het eiland speelt opnieuw een rol in de roman Mogelijkheid van een eiland (2005), die in bepaalde opzichten een vervolg is van Lanzarote.
De overkoepelende titel Midden in de wereld duidt mogelijk op Houellebecqs ambitie om, in navolging van Balzac, de wereld van nu te beschrijven in een romancyclus. Het bleef uiteindelijk bij een novelle (Lanzarote) en een roman (Platform). Bij de opvolger van Platform, de roman Mogelijkheid van een eiland (2005), die qua setting en thematiek aansluit op Lanzarote (2000), ontbreekt de overkoepelende titel.

### Opbouw
De novelle telt 94 pagina's (Nederlandse editie) en is onderverdeeld in tien hoofdstukken.

### Personages
- Michel: ik-verteller; gedesillusioneerd Fransman uit de middenklasse; kan gezien worden als alter ego van de auteur.
- Pam en Barbara: Duits, niet-exclusief lesbisch stel.
- Rudi: Luxemburgse, in Brussel werkzame inspecteur van politie; verlaten door zijn Noord-Afrikaanse vrouw en hun twee kinderen; depressief en op zoek naar een nieuwe invulling van zijn leven.

### Verhaallijn
Lanzarote is het reisverslag van een vakantie van de ik-verteller in de eerste week van januari 2000 op Lanzarote, een vulkanisch eiland dat onderdeel is van de Canarische Eilanden. Daar ontmoet de verteller Michel onder anderen Rudi, een zwijgzame Luxemburgs-Belgsiche politieinspecteur, en het Duitse stel Pam en Barbara, 'niet-exclusieve' lesbische nudistes, die zonder remming op het strand de liefde bedrijven. De verteller laat zich door de Duitse vrouwen betrekken in hun erotische spelletjes, terwijl Rudi afwezig toekijkt.
De vakantie eindigt met Rudi's besluit, per brief aan Michel medegedeeld, om zich aan te sluiten bij de Raëlianen, een op Lanzarote gevestigde sekte die de vrije liefde predikt, voorstander is van het klonen van mensen, en daarnaast de terugkeer naar de aarde van buitenaardse wezens voorbereidt. Na de vakantie blijft Michel de sekte op afstand volgen. Hij ziet op televisie hoe Rudi en een aantal andere Raëlianen in België worden gearresteerd en vervolgd in verband met pedofilie.

## Publicatie
Lanzarote verscheen in Frankrijk op 24 oktober 2000 bij uitgeverij Flammarion, de vaste uitgever van Houellebecq. De oorspronkelijke uitgave verscheen als casette met twee paperbacks. Het eerste deel bevatte de tekst van de novelle (90 pagina's); het tweede deel een serie kleurenfoto's van het eiland Lanzarote door Michel Houellebecq (80 pagina's). Het fotokatern werd samengesteld door Valérie Gautier. Nog in hetzelfde jaar verscheen een heruitgave van de casette in de reeks Le Grand Livre du Mois van uitgeverij France Loisirs. In 2002 verscheen, eveneens bij Flammarion, Lanzarote et autres textes, waarin de novelle gecombineerd werd met vijf korte teksten.

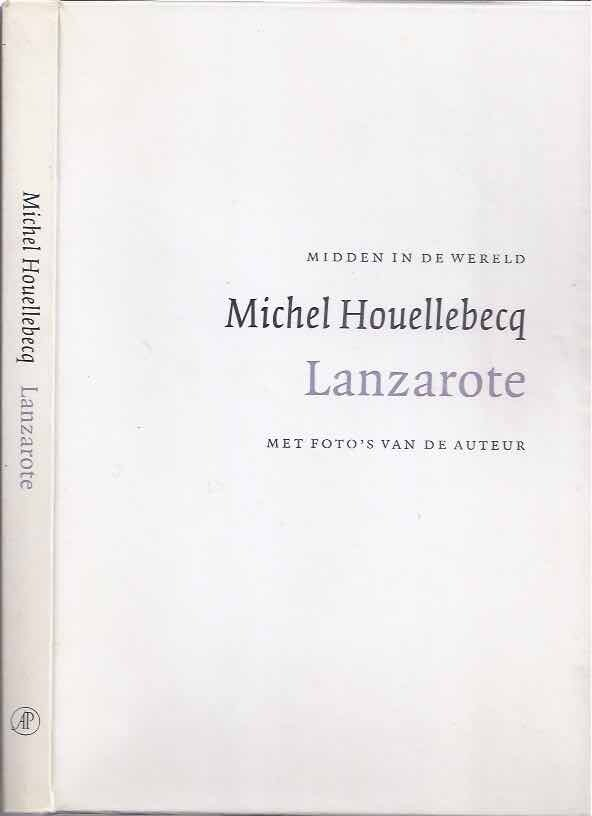
Omslag van de Nederlandse editie (2001)

De Nederlandse vertaling door Kiki Coumans verscheen op 30 juni 2001 bij De Arbeiderspers, evenals de Franse editie in de vorm van een casette met een apart fotokatern.

### Uitgaven (selectie)
- (fr)  Michel Houellebecq: Lanzarote. Uitgever: Flammarion (originele uitgave: 24 oktober 2000)
- (fr)  Michel Houellebecq: Lanzarote et autres textes. Flammarion (aanvullende uitgave: 2002)
- (de)  Michel Houellebecq & Hinrich Schmidt-Henkel (vertaler): Lanzarote. Dumont Buchverlag (2000)
- (nl)  Michel Houellebecq & Kiki Coumans (vertaler): Lanzarote. De Arbeiderspers (30 juni 2001)
- (es)  Michel Houellebecq & Javier Calzada (vertaler): Lanzarote. Anagrama (2001)
- (it)  Michel Houellebecq & Sergio Claudio Perroni (vertaler): Lanzarote. Bompiani (2002)
- (ru)  Michel Houellebecq & Nina Kulish (vertaler): Лансароте. Inostranka (mei 2003)
- (en)  Michel Houellebecq & Frank Wynne (vertaler): Lanzarote. Britse editie: William Heinemann (2003)[4]

### Ontvangst
De kritieken van de Franstalige en Duitstalige pers op Lanzarote waren verdeeld. De Süddeutsche Zeitung noemde het "die traurigste Reisegeschichte der neueren Literatur". De Britse pers reageerde merendeels positief, onder andere Times Literary Supplement ("tremendously enjoyable"), Time Out ("reads like a dream") en The Spectator ("there is no other writer like him, at the moment").
In Nederland en Vlaanderen kreeg de novelle weinig aandacht van de pers. Hervormd Nederland schreef: "Niemand kan het moderne 'divertissement' zo lijzig en hilarisch ontluisteren [...] schitterend in de uitbeelding van al die vermoeiende meligheid waarin het massatoerisme is gestrand."